# Joseph Leja
Joseph Leja, född 1822 i Altona i Tyskland, död  1863 i Frankfurt am Main i Tyskland, var en svensk affärsman och grundare av Joseph Lejas varuhus i Stockholm.

## Biografi
Leja var son till den tysk-judiske invandraren Benjamin Leja och morfar till Joseph Sachs. Han anlände 1840 efter sin far till Stockholm och vann 1849 burskap i minuthandel. 1852 grundades firma Joseph Leja med försäljningslokaler vid Regeringsgatan 5-7 i Stockholm, senare tillkom en filial vid Västerlånggatan. Han saluförde ungefär samma varor som fadern och blev hans konkurrent, men sonens affärer var betydligt mera framgångsrika än faderns. Efter en fingerad försäljning av fastigheterna vid Norrbrobasaren, där faderns butikslokal för galanterivaror låg, uppstod mellan far och son en utdragen process, som fadern vann.
Joseph Leja avled 41 år gammal efter en kort tids sjukdom i Frankfurt am Main under en affärsresa. Hans efterlämnade endast dottern Matilda, då 15 år gammal. I affären hade han fyra bröder Sachs anställda och i testamentet stipulerade Leja: "Om min dotter Matilda Leja gifter sig med herr Simon Sachs från Walldorf, skall denne öfvertaga hela den ursprungliga af mig etablerade och sedermera af min hustru fortsatta rörelsen i Stockholm, emot utbetalning af värdet af hälften till min hustru Jenny Leja, född Schloss. (...) Dock bestämmer jag därvid, att äfven han ej får upptaga någon delägare i affären." Han stipulerade också att de tre övriga bröderna skulle få stanna kvar i affären och vilken lön de skulle erhålla.
År 1893 togs firman, då kallad Leja & Sachs, över av dennes Simon Sachs son Joseph Sachs. Den utvecklades sedermera till varuhus och 1902 uppgick detta i AB Nordiska Kompaniet.